# Zingst
Zingst är en kommun och ort i Landkreis Vorpommern-Rügen i förbundslandet Mecklenburg-Vorpommern i Tyskland. Kommunen består av större delen av halvön med samma namn samt öarna Kirr och Barther Oie.